# Marathon van Antwerpen 2007
De marathon van Antwerpen 2007 vond plaats op zondag 22 april 2007 in Antwerpen.
De marathon was een onderdeel van de Antwerp 10 Miles.

## Uitslagen

### Mannen
| rang   | naam                 | land | tijd    |
| ------ | -------------------- | ---- | ------- |
| Goud   | Wilson Kibet         | KEN  | 2:16.37 |
| Zilver | Rik Ceulemans        | BEL  | 2:16.56 |
| Brons  | Eric Gérôme          | BEL  | 2:17.12 |
| 4      | Stefan Van Den Broek | BEL  | 2:20.08 |
| 5      | Gino Van Geyte       | BEL  | 2:22.40 |

### Vrouwen
| rang   | naam                      | land | tijd    |
| ------ | ------------------------- | ---- | ------- |
| Goud   | Anja Smolders             | BEL  | 2:41.19 |
| Zilver | Virginie Vandroogenbroeck | BEL  | 2:52.11 |
| Brons  | Ange Dammen               | BEL  | 3:01.51 |

1980 ·
1981 ·
1982 ·
1983 ·
1984 ·
1985 ·
1986 ·
1987 ·
1988 ·
1989 ·
1990 ·
1991 ·
1992 ·
1993 ·
1994 ·
1995 ·
1996 ·
1997 ·
1998 ·
1999 ·
2000 ·
2001 ·
2002 ·
2003 ·
2004 ·
2005 ·
2006 ·
2007 ·
2008 ·
2009 ·
2010 ·
2011 · 
2012 ·
2013 ·
2014 ·
2015 ·
2016 ·
2017 ·
2018 ·
2019 ·
2020 ·
2021 ·
2022 ·
2023